# Calappa sulcata
Calappa sulcata är en kräftdjursart som beskrevs av M. J. Rathbun 1898. Calappa sulcata ingår i släktet Calappa och familjen Calappidae. Inga underarter finns listade i Catalogue of Life.

## Bildgalleri

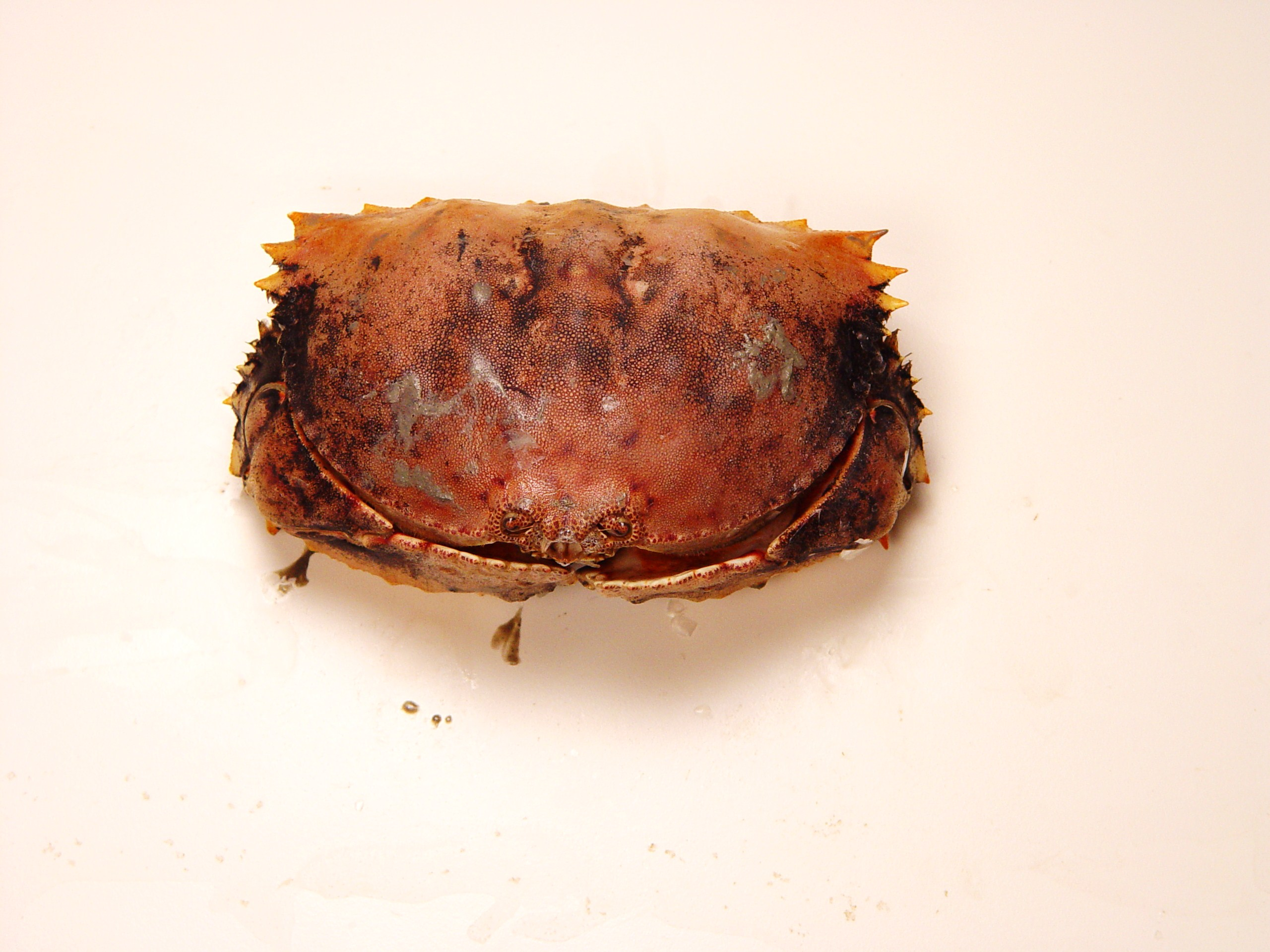